# Rhipidocephala fulva
Rhipidocephala fulva là một loài ruồi trong họ Asilidae. Rhipidocephala fulva được Oldroyd miêu tả năm 1966. Loài này phân bố ở vùng nhiệt đới châu Phi.